# Mama Kin
Singles de Aerosmith
Dream On
(1973)
Mama Kin est une chanson du groupe de hard rock américain Aerosmith, composée par Steven Tyler. Elle apparaît sur l'album éponyme du groupe.

## En concert
La chanson a été jouée lors de nombreuses tournées du groupe. On peut l'entendre sur les albums live Live Bootleg, Classics Live! I, A Little South of Sanity.
Durant leur tournée de 2007, la seule date où la chanson fut jouée fut celle de Paris.

## Compilations
La chanson fait également partie des nombreuses compilations du groupe notamment Gems, Pandora's Box, Box of Fire, O, Yeah! Ultimate Aerosmith Hits.

## Version des Guns N' Roses
Le groupe Guns N' Roses a enregistré une reprise de la chanson sur leur EP Live ?!*@ Like a Suicide, dont les titres sont repris sur l'album G N' R Lies.
Steven Tyler et Joe Perry ont joué la chanson avec les Guns N' Roses lors du concert de ces derniers à l'hippodrome de Vincennes le 6 juin 1992.